# 하지촌 (오이타현)
하지촌(土師村)은 오이타현 오노군에 있던 촌이다. 현재의 분고오노시, 오이타시의 일부에 해당한다.